# 고쿠가쿠인 대학
고쿠가쿠인 대학(國學院大學, Kokugakuin University)은 도쿄도 시부야구에 위치한 일본의 사립 대학이다. 1920년에 설치되었다. 대학의 약칭은 고쿠가쿠인(國學院) 또는 고쿠다이(國大), 고쿠가쿠다이(國學大). 혹은 국학원(國學院) 대학이라고도 불린다.

## 역사

### 연표
- 1882, 고쿠가쿠인대학의 전신인 황전연구소의 창설(지요다구 이이다바시).
- 1890, 황전연구소에 고쿠가쿠인을 설치. 1904년 「전문학교령」에 의하여 전문학교로 승격.
- 1906, 사립 고쿠가쿠인대학으로 개칭. 1919년 고쿠가쿠인대학으로 개칭.
- 1920, 「대학령」에 의하여 대학으로 승격.
- 1923, 시부야로 이전.
- 1946, 황전연구소 해산, 재단법인 고쿠가쿠인대학을 설립.
- 1947, 학부 제2부를 개설.
- 1948, 신제 문학부를 개설, 고쿠가쿠인 고등학교를 개설.
- 1949, 신제 문학부 제2부를 개설, 정치학부를 설치.
- 1950, 정치학부를 정경학부로 확충.
- 1953, 대학원 문학연구과 박사과정을 개설.
- 1954, 부속 유치원을 개설.
- 1958, 신도전수과를 신도전공과로 개정
- 1963, 법학부 제1부를 개설.
- 1965, 법학부 제2부를 개설.
- 1966, 경제학부 제1부·제2부를 개설.
- 1967, 대학원 법학연구과 석사과정, 문학부 제2부 신도학과를 개설.
- 1968, 대학원 경제학연구과 석사과정을 개설.
- 1969, 대학원 법학연구과 박사과정을 개설.
- 1982, 창립 100주년을 맞이함. 고쿠가쿠인 여자단기대학을 개설(홋카이도 다키카와시).
- 1985, 신이시카와 교사(현 다마플라자 캠퍼스)에서 수업 개시.
- 1991, 고쿠가쿠인 여자단기대학을 고쿠가쿠인 단기대학으로 명칭 변경. 남녀공학으로 이행.
- 1992, 제1부 1·2년생의 수업을 다마플라자 캠퍼스에서 개시.
- 1996, 문학부 제1부 일본문학과·중국문학과·외국어문화학과, 경제학부 제1부 경제네트워킹학과, 제2부 산업소비정보학과 설치 인가.
- 2001, 법학부·경제학부의 제2부를 폐지하고, 주야 개강제로 이행.
- 2002, 문학부 신도학과(1부·2부)를 개조하여 신도문화학부를 개설, 11월4일 창립 120주년 기념식전 거행.
- 2003, 120주년 기념 1호관 준공 (2월).
- 2004, 법과대학원 개설, 120주년 기념 2호관 준공 (7월).
- 2005, 경제학부 경영학과를 개설, 문학부 일본문학과·사학과 주야개강제를 도입.
- 2006, 와카기타워 준공 (5월).
- 2007,	연구개발 추진기구 발족 (4월).
- 2008,	학술미디어센터 준공 (3월), 법학부가 7시한제로 이행.
- 2009,	인간개발학부 개설. 교육개발 추진기구 발족. 고쿠가쿠인 단기대학을 고쿠가쿠인대학 홋카이도 단기대학으로 명칭 변경. 3호관 준공(8월）.

## 기본 정보

### 위치
- 시부야 캠퍼스: 〒150-8440 도쿄도 시부야구 히가시 4-10-28 (東京都渋谷区東四丁目10番28号)
- 다마플라자 캠퍼스: 〒225-0003 요코하마시 아오바구 신이시카와 3-22-1 (神奈川県横浜市青葉区新石川三丁目22番地1)

## 교육 및 연구

### 학부
- 문학부
  - 일본문학과
  - 중국문학과
  - 외국어문학과
  - 사학과
  - 철학과
- 경제학부
  - 경제학과
  - 경영학과
- 법학부
  - 법률학과 법률전문직 전공
  - 법률학과 법률전공
  - 법률학과 정치전공
- 신도문화학부
  - 신도문화학과
- 인간개발학부
  - 초등교육학과
  - 건강체육학과
  - 교육실천종합센터 / 고쿠가쿠인 커뮤니티 헬스프로모션센터